# Рональд Фуентес
Рональд Уго Фуентес Нуньєс (ісп. Ronald Hugo Fuentes Núñez, нар. 22 червня 1969, Сантьяго) — чилійський футболіст, що грав на позиції захисника. По завершенні ігрової кар'єри — тренер.
Виступав, зокрема, за клуби «Кобресаль» та «Універсідад де Чилі», а також національну збірну Чилі, у складі якої був учасником чемпіонату світу 1998 року.

## Клубна кар'єра
У дорослому футболі дебютував 1988 року виступами за команду клубу «Кобресаль», в якій провів п'ять сезонів, взявши участь у 84 матчах чемпіонату. 
1994 року перейшов до клубу «Універсідад де Чилі», за який відіграв 7 сезонів. Завершив професійну кар'єру футболіста виступами за команду «Універсідад де Чилі» у 2001 році.

## Виступи за збірну
1991 року дебютував в офіційних матчах у складі національної збірної Чилі. Протягом кар'єри у національній команді, яка тривала 11 років, провів у формі головної команди країни 50 матчів, забивши 1 гол.
У складі збірної був учасником розіграшу Кубка Америки 1991 року у Чилі, на якому команда здобула бронзові нагороди, розіграшу Кубка Америки 1995 року в Уругваї, а також чемпіонату світу 1998 року у Франції. На світовій першості взяв участь у всіх трьох іграх групового етапу, за результатами яких чилійці з другого місця вийшли до плей-оф, а також у програному з рахунком 1:4 матчі 1/8 фіналу проти збірної Бразилії.

## Кар'єра тренера
Розпочав тренерську кар'єру, повернувшись до футболу після невеликої перерви, 2007 року, очоливши тренерський штаб клубу «Депортес Меліпілья».
Згодом очолював команду клубу «Депортес Іберія».
Наразі останнім місцем тренерської роботи був клуб «Універсідад де Консепсьйон», головним тренером команди якого Рональд Фуентес був з 2015 по 2016 рік.

## Титули і досягнення
- Бронзовий призер Кубка Америки: 1991